# Мужун Де
Мужун Де (кит.: 慕容德), друге ім'я Сюнмінь (кит.: 玄明), храмове ім'я Ши-цзун (кит.: 世宗), посмертне ім'я Сянь У (кит.: 獻武帝) — сяньбійський імператор династії Південна Янь. Правив у 398-405 роках.

## Біографія
Народився Мужун Де у 336 році. Батько Мужун Хуан був вождем сяньбійського племені мужун, яке вважається одним з предків монголів. Мужун Хуан у 337 році заснував державу Рання Янь. Мужун Де займав різні посади в державі. У 368-369 роках керував столичним містом Цзічен. Після завоювання країни Ранньою Цзінь 470 року, його призначили губернатором міста Чжан'є (Ганьсу).
У 384 році його старший брат Мужун Чуй, скориставшись слабкістю Ранньої Цзінь після поразки від Східної Цзінь, проголосив себе імператором, заснувавши династію Пізня Янь. Держава постійно зазнавала утисків від Північної Вей. 398 року Пізня Янь розпалась на дві держави. Мужун Де проголосив себе імператором Південної Янь 400 року.
399 року Мужун Де провів успішну кампанію проти династії Цзінь. Він приєднав до своєї держави півострів Шаньдун. 405 року Мужун Де помер у своїй столиці Гуангу. Трон успадкував його племінник Мужун Чао.